# Francisco Javier Fernández Casas
Francisco Javier Fernández Casas (Bilbao, 1945) es un botánico español.

## Biografía
Francisco J. Fernández Casas nació en 1945 en Bilbao (Vizcaya). Licenciado en ciencias biológicas por la Universidad de Barcelona en 1969. Doctor por la Universidad de Granada en 1972.
Actualmente trabaja en el C.S.I.C. en el Real Jardín Botánico de Madrid, en el departamento de Biodiversidad y Conservación.
Colabora desde hace años sobre todo de editor con el Instituto de Ecología y Sistemática de la Academia de Ciencias de Cuba en la edición de la prestigiosa Flora de la República de Cuba.

## Obras
- Colaboración en Vascular Plant Families and Genera, ISBN 0947643435.

- 2007. Cnidoscolorum notulæ (Euphorbiaceæ) C. adenochlamys Fernandez Casas. Adumbrationes ad Summæ Editionem 18. 14 pp.
- La abreviatura «Fern.Casas» se emplea para indicar a Francisco Javier Fernández Casas como autoridad en la descripción y clasificación científica de los vegetales.[3]